# María Sol Benzaquen
María Sol Benzaquen (Villa Allende, Córdoba, Argentina; 11 de febrero de 1998) es una futbolista argentina. Juega como marcadora central en Platense de la Primera División de Argentina. Comenzó su carrera en el año 2013 en el Club Atlético Belgrano. Fue parte del equipo de UAI Urquiza y San Lorenzo de Almagro.

## Trayectoria
Entre el año 2013 y 2016 formó parte del plantel del equipo de fútbol femenino en el Club Atlético Belgrano. Luego se integró al plantel del UAI Urquiza. Del 2018 al 2021 jugó en el Club Atlético San Lorenzo de Almagro. El 20 de enero del 2021, oficializó su traspaso al Club Atlético Platense que disputa también la Primera División de Argentina. En 2022 jugó en Venezia FC de Italia y en 2023 se confirma su regreso a Platense en su segunda etapa en el club.

## Palmarés
- 2013 Selección de Córdoba sub-15.

- 2013: Campeonas de Primera LCF (Club Atlético Belgrano)

- 2013: Súper campeonas LCF (Club Atlético Belgrano)

- 2014: Apertura LCF (Campeonas)

- 2014: Clausura LCF (Campeonas)

- 2015: Selección de Córdoba sub-17, año 2015 (Participó en los Binacionales 2015 en Chile, Región de Maule)

- 2015: Córdoba Cup Internacional (Campeonas)

- 2016: Apertura LCF (Campeonas)